# Bythaelurus dawsoni
Bythaelurus dawsoni es una especie de peces de la familia Scyliorhinidae en el orden de los Carcharhiniformes.

## Morfología
• Los machos pueden llegar alcanzar los 45 cm de longitud total.

## Hábitat
Es un pez de mar que vive entre 50-1200 m de profundidad.

## Distribución geográfica
Se encuentran en Nueva Zelanda.